# HMS Surprise (réplique)
Pour les articles homonymes, voir HMS Surprise.
Le HMS Surprise est un trois-mâts carré moderne construit à Lunenburg, dans la province canadienne de Nouvelle-Écosse.
C'est une réplique du HMS Rose (en), frégate de 6e rang lancée en 1757. Elle fut réalisée par Phil Bolger (en) et lancée en 1970.

## Histoire
Après son homologation par l'US Coast Guard, ce voilier fut exploité sous le nom de HMS Rose comme navire de formation à la voile par la Fondation HMS Rose basée à Bridgeport au Connecticut.
En 2001, il a été vendu à la 20th Century Fox, studio de cinéma, pour la réalisation du film Master and Commander : De l'autre côté du monde en 2003. Ce film dépeint l'aventure de la frégate HMS Surprise de la Royal Navy.
Après la fin du tournage, le navire est acheté en 2007 par le Musée maritime de San Diego et est enregistré sous le nom de HMS Surprise en l'honneur du film. Il navigue plusieurs fois par an en compagnie d'autres grands voiliers comme la goélette à hunier Californian ou le trois-mâts barque Star of India.
En 1996, il participe à la 2e édition des Fêtes maritimes de Brest en compagnie du Pride of Baltimore II.
En 2010, il apparait sous le nom de HMS Providence dans le film d'aventure de Disney, Pirates des Caraïbes : La Fontaine de jouvence. C'est ce navire qui est commandé par Hector Barbossa dans le film.

## Évocations
Le HMS Surprise joue un rôle central dans l’œuvre de Patrick O'Brian Les Aubreyades, dans laquelle il est un navire récurrent.